# Steinbruch Vellern
Das Naturschutzgebiet Steinbruch Vellern liegt im Kreis Warendorf in Nordrhein-Westfalen. Das etwa 14 ha große Gebiet, das im Jahr 1958 unter Naturschutz gestellt wurde, erstreckt sich nördlich von Vellern, einem Stadtteil von Beckum. Unweit südöstlich verläuft die A 2, unweit nordwestlich des Gebietes fließt der Hellbach. 
Bei dem Naturschutzgebiet handelt es sich um eine alte, aufgelassene, heute recht vielgestaltige Kalkstein-Abgrabung. Neben artenreichen Kalkmagerrasen und Gebüschen konnte sich aufgrund von Grundwasseraustritten eine sehr wertvolle Kalksumpf-Vegetation entwickeln.